# The Mill and the Cross
The Mill and the Cross (em polonês/polaco:  Młyn i krzyż; em português:  O Moinho e a Cruz) é um filme dramático de 2011 escrito, produzido e dirigido por Lech Majewski e estrelado por Rutger Hauer, Charlotte Rampling e Michael York . A película é inspirada na pintura de Pieter Bruegel, o Velho de 1564, A Procissão ao Calvário, e baseado no livro de Michael Francis Gibson, O Moinho e a Cruz . O filme é uma co-produção polaco-sueca. As filmagens do projeto foram encerradas em agosto de 2009. Ele estreou no Sundance Film Festival em 23 de janeiro de 2011.

## Enredo

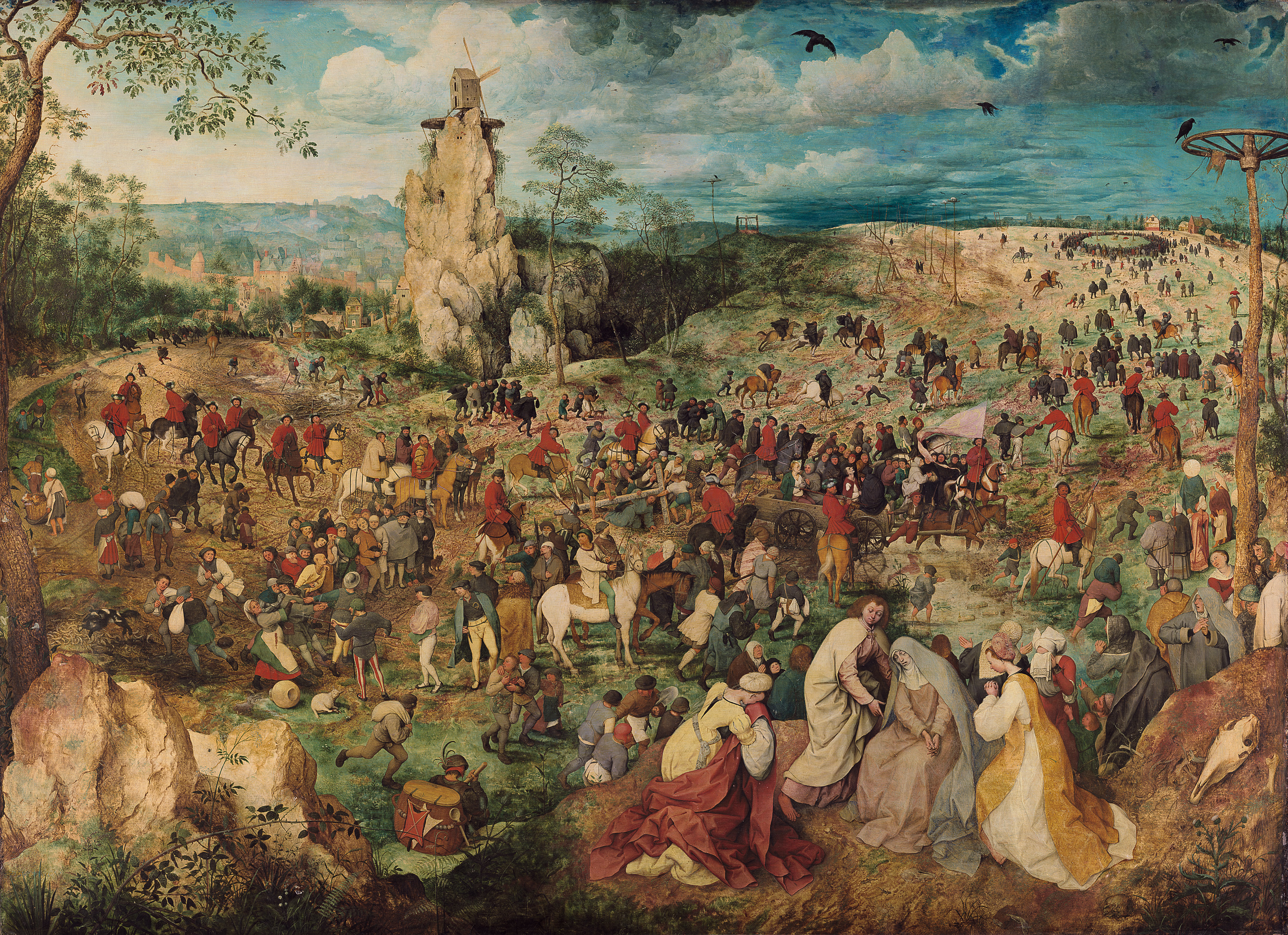
Caminho do Calvário de Pieter Bruegel

O filme foca em alguns dos 500 personagens retratados na pintura de Bruegel. A película consiste em uma série de vinhetas que retratam a vida camponesa cotidiana, intercaladas com monólogos de alguns dos personagens principais, incluindo Bruegel explicando a estrutura e o simbolismo de sua pintura. O tema do sofrimento de Cristo é colocado contra a perseguição religiosa em Flandres em 1564.

## Elenco
- Rutger Hauer como Pieter Bruegel
- Michael York como Nicolaes Jonghelinck
- Charlotte Rampling como Mary
- Joanna Litwin como Marijken Bruegel (esposa de Pieter)
- Marian Makula como Miller

## Recepção
No agregador de críticas de televisão e cinema Rotten Tomatoes, The Mill and the Cross tem 78% de aprovação , baseado em 41 críticas. No Metacritic, o filme mantêm a nota de 80/100, baseado em 17 críticas.
Roger Ebert deu quatro estrelas (de quatro estrelas possíveis) para o filme e disse: "Mesmo que você assistir apenas as primeiras cenas  do filme, você nunca se esquecerá delas." Dennis Harvey, da Variety escreveu: "Embora dificilmente seja um exercício estritamente realista, à la Girl with a Pearl Earring, o filme detalha a vida rústica dos Flandres com carinho". Neil Young, do The Hollywood Reporter, elogiou a parte técnica do filmes, mas chamou a película de "ambiciosa, mas frustrantemente superficial" e descreveu os diálogos em inglês como "em sua maior parte desajeitados".
The Mill and the Cross foi indicado a 17 prêmios ao redor do mundo, vencendo 10 deles, incluindo "Melhor Filme" no "San Francisco Film Critics Circle" e no "San Francisco Film Critics Circle" e o "Prêmio Especial do Júri" no "Festival de Filmes da Polônia"